# Piattaforma di ghiaccio Ovest
La piattaforma di ghiaccio Ovest è una piattaforma glaciale che si estende per circa 288 km nella direzione est-ovest lungo la costa di Leopold e Astrid, nella Terra della Principessa Elisabetta, e la costa della Terra di Guglielmo II, entrambe nell'Antartide Orientale. In particolare, la piattaforma di ghiaccio Occidentale è situata fra la baia Barrier e la baia di Posadowsky, di cui ricopre la superficie.

## Storia
La piattaforma fu scoperta durante la spedizione Gauss (nota anche come prima spedizione antartica tedesca), 1901-1903, comandata da Erich von Drygalski che le diede il nome attuale basandosi sulla direzione nella quale la spedizione tedesca la vide per la prima volta. La visita della spedizione in questa regione avrebbe dovuto essere breve ma, il 12 febbraio 1902, la loro nave rimase improgionata dal ghiaccio e dovette rimanere lì fino al 8 febbraio 1903.